# تپه ساربانقلی
تپه ساربانقلی مربوط به هزاره اول قبل از میلاد است و در شهرستان شبستر، بخش مرکزی، روستای ساربانقلی واقع شده و این اثر در تاریخ ۷ مهر ۱۳۸۱ با شمارهٔ ثبت ۶۱۸۰ به‌عنوان یکی از آثار ملی ایران به ثبت رسیده است.